# Морски сажен
Морски сажен или само сажен (англ. fathom, фатъм) е единица за дължина в имперски мерки равна на 6 фута . Или обърнато в метрична система се равнява на 1.82 метра (182 см.)

## Произход
Английското название фатъм (на английски: fathom) е от староанглийската думата fæðm, което означава „две разперени ръце“ (на руски – махов сажен). Впоследствие в средноанглийски думата придобива формата fathme. В Русия този термин е проникнал през морската терминология и се използва взаимозаменяемо и в двете версии.

## Стойност
Най-разпространеният международен сажен в света, чиято стойност е приета през 1958 г., е точно два ярда или шест фута, тоест 1,8288 m. До стандартизацията е широко разпространен английски фадъм равен точно 1⁄1000 морска миля (6,080 фута), т.е. 1, 853 184 м.
1 международен морски сажен е равен на:
- 6 фута (1 фут е приблизително 0,1667 сажена)
- 2 ярда (1 ярд е точно 0,5 сажена)
- 1.8288 метра (1 метър е приблизително равен на 0,5468 сажена)
- 72 инча / дюйма

## Употреба
По-рано в англоговорещите страни фадъма е използван широко като мярка за разстояние, но сега неговото използване е почти напълно ограничено до морската индустрия, където тази мярка се използва главно за измерване на дълбочина. До началото на 20 век във фадъми измерват дълбочината на мини и кладенци във Великобритания.

## Подобни единици
В много различни езици и култури съществуват единици с дължина, съответстващи на следното:
| език                        | име                               | Размер в метри                 |
| --------------------------- | --------------------------------- | ------------------------------ |
| Австрийски немски, унгарски | нем.Klafter унг. öl               | 1.896 483 8 (т.нар. „Виенски“) |
| холандски                   | vadem, vaam                       | 1.883 679                      |
| датски                      | favn                              | 1,883 124                      |
| Древногръцки                | orguia                            | 1.8542                         |
| испански                    | braza                             | 1.6718                         |
| италиански                  | braccio                           | -                              |
| малтийски                   | qasba                             | ~ 2.096                        |
| немски                      | Klafter, Faden = 6 Fuß            | ~ 1.7                          |
| норвежки                    | famn                              | 2                              |
| полски                      | sążeń                             | 1728                           |
| португалски                 | braça                             | -                              |
| санскрит                    | vyama                             | -                              |
| сръбски                     | hvat (хват)                       | 1.896 484                      |
| словашки                    | siaha                             | -                              |
| фински                      | syli                              | -                              |
| френски                     | toise (около 1150), brasse (1409) | ~ 1,949                        |
| хърватски                   | hvat                              | 1896 484                       |
| чешки                       | sáh                               | 1.7928                         |
| шведски                     | famn                              | 1.7814                         |
| есперанто                   | klafto                            | -                              |
| естонски                    | süld                              | 1.8288                         |
| японски                     | hiro (尋)                         | ~ 1,818                        |